# Zürichsee-Fähre Horgen-Meilen

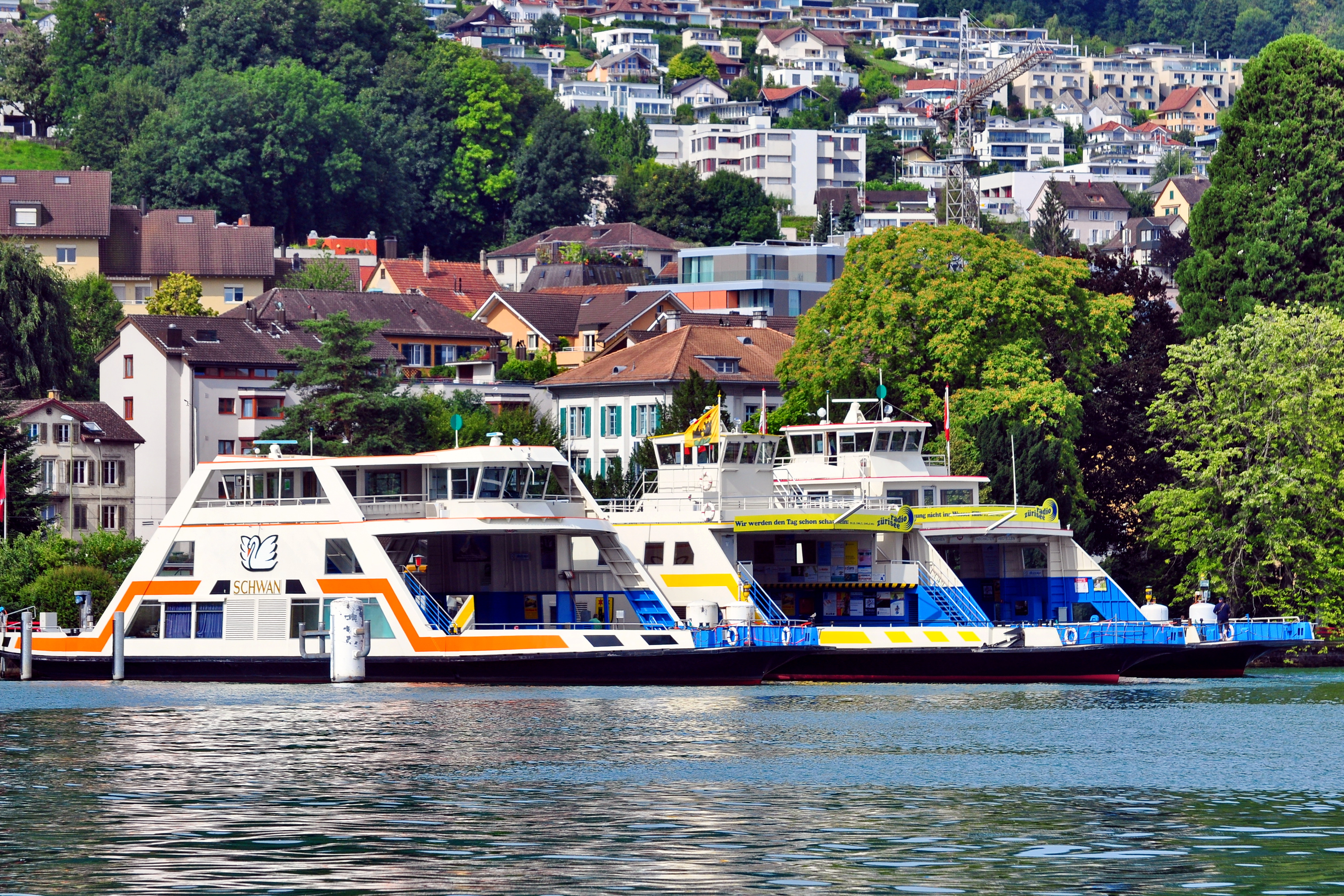
Débarcadère de Horgen.

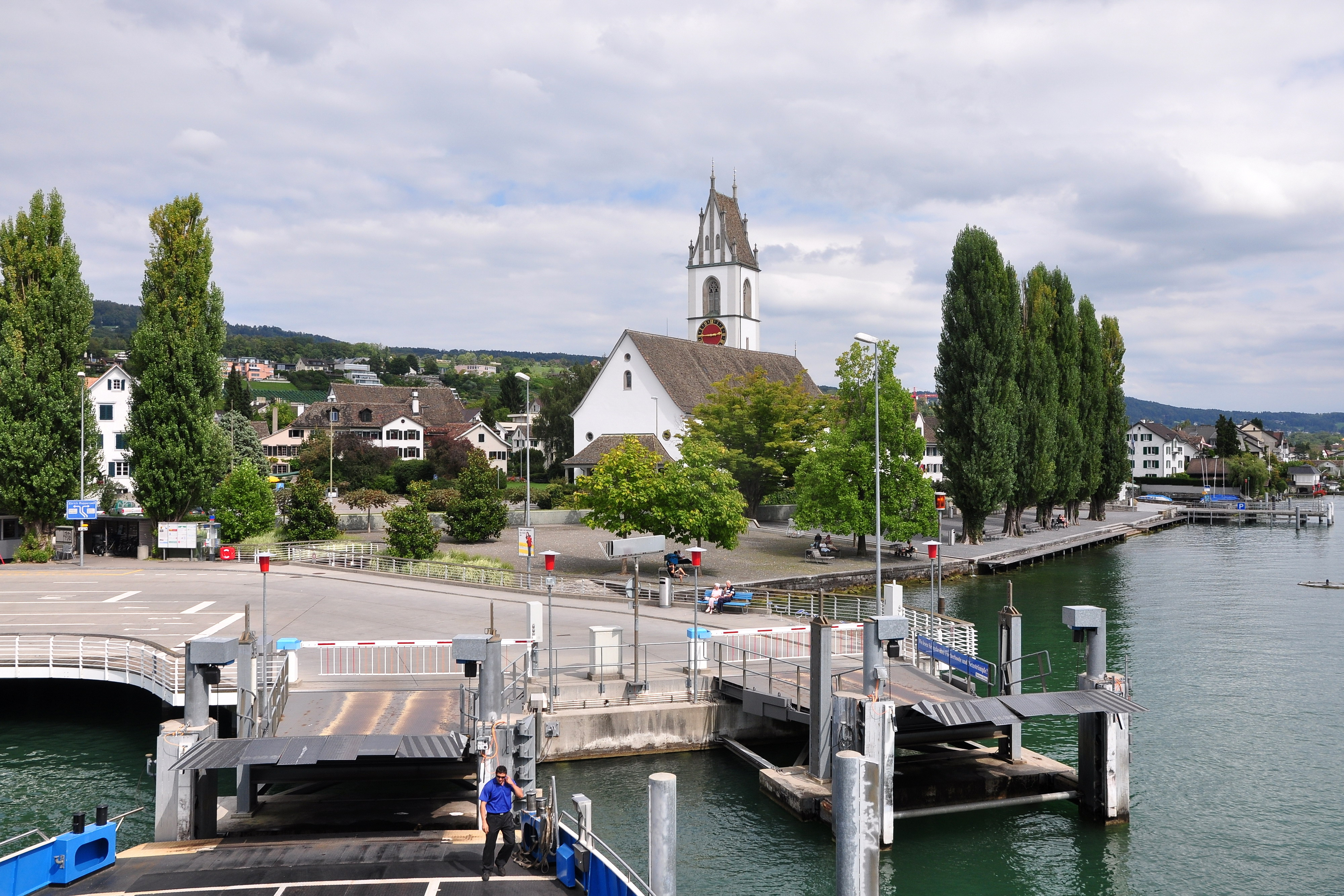
Débarcadère de Meilen.

La Zürichsee-Fähre Horgen-Meilen AG (FHM) (en français : Bac Horgen-Meilen sur le lac de Zurich SA) est une société anonyme suisse qui exploite un bac (ou ferry) sur le lac de Zurich entre Horgen et Meilen. Les bateaux assurent le transport de personnes et de véhicules durant toute l'année.

## Exploitation
Les ferrys circulent de 6 heures à 22 heures toutes les 10 minutes, et toutes les 6 ou 7,5 minutes aux heures de pointe. Ils raccourcissent le trajet pour les transports individuels entre l'Oberland zurichois et la Suisse centrale, sans faire le détour par la digue entre Rapperswil et Pfäffikon (environ 18 km par le Sud), ou par la ville de Zurich (environ 15 km par le Nord). La durée du trajet est d'environ 10 minutes pour 3 km. 
Une grande partie des trajets concerne les pendulaires. Les cinq ferrys ont transporté en 2013 plus de 2 millions de personnes et plus de 1,3 million de véhicules (précisément 2 029 454 personnes, 1 255 402 véhicules jusqu'à 7,5 tonnes, 11 587 véhicules de plus de 7,5 tonnes, 76 865 deux-roues et 5 708 remorques pour un total de 69 357 courses).

## Historique
La Zürichsee-Fähre Horgen-Meilen AG a été fondée le 27 août 1932 à Meilen. Les 54 actionnaires ont alors réuni un capital de départ de 260 000 francs suisses. Les 6 000 actions de cette compagnie, la plus rentable des compagnies[réf. nécessaire] de navigation de Suisse, ne sont pas cotées en bourse.
Après quelques difficultés techniques de départ, le premier ferry Schwan a commencé son service le 4 novembre 1933 avec un rythme à la demi-heure.
De 1942 à 1946, l'exploitation a été interrompue à cause de la Seconde Guerre mondiale. Dès l'été 1946 le ferry reprend ses courses au rythme d'une par heure. Puis la demande a continuellement augmenté jusqu'en 1968, à tel point que les aller-retour se sont succédé sans interruptions.
En 1969, le nouveau Schwan remplace le vétéran de 1932. Dès 1975 et avec l'acquisition de nouveaux bateaux, le rythme est constamment augmenté pour atteindre en 2003 le rythme actuel d'une course toutes les 6 minutes aux heures de pointe.
En 2015, la compagnie Zürichsee-Fähre Horgen-Meilen AG est citée en exemple pour un éventuel ferry sur le lac Léman, au large de la ville de Genève.

## Flotte
La compagnie possède cinq ferrys amphidromes, construits par Bodan-Werft (de) à Kressbronn en Allemagne.
| nom          | image | longueur | largeur | voitures | passagers | mise en service    |
| ------------ | ----- | -------- | ------- | -------- | --------- | ------------------ |
| FS Schwan II |       | 45,90 m  | 13,00 m | 36       | 300       | 1969 (rénov. 1999) |
| FS Meilen    |       | 48,50 m  | 12,20 m | 40       | 300       | 1979               |
| FS Horgen    |       | 49,50 m  | 13,00 m | 40       | 300       | 1991               |
| FS Zürisee   |       | 55,00 m  | 13,00 m | 44       | 300       | 1999               |
| FS Burg      |       | 55,00 m  | 13,00 m | 44       | 300       | 2003               |

Grâce à leur propulseurs Voith Schneider (deux propulseurs dans l'axe longitudinal), les ferrys sont très maniables, capables de tourner sur place, et leur distance de freinage est extrêmement courte (environ 80 m, une fois et demie la longueur du bateau).
Les ferrys sont de type Roll-On, Roll-Off, avec des rampes d'accès de part et d'autre ; ils sont donc amphidromes.